# Тордендаль, Фредрик
Карл Фре́дрик То́рдендаль (швед. Carl Fredrik Thordendal; род. 11 февраля 1970, Умео) — шведский музыкант, соло-, ритм-гитарист и один из основателей мат-метал группы Meshuggah.

## Творчество
Как гитарист, Тордендаль формирует свой стиль как смесь джазовой импровизации и агрессивных полиритмических рифов. В его сольных партиях просматривается некоторая схожесть с известным джазовым гитаристом Аланом Холдсуортом. В группе Meshuggah, Фредрик не только пишет песни, записывает в студии бас-партии и поет как бэк-вокалист на концертах, он является ещё и продюсером всего материала Meshuggah, а также некоторых других групп (например, швейцарской группы Fragment). Фредрик Тордендаль участвовал в нескольких сторонних проектах, таких как XXX Atomic Toejam (проект выпустил двухтрековый сингл), Meat Industry (выпустил трек на компиляции «Karmanik Collection»), Тордендаль играл на бас-гитаре в проекте Питера Марклунда Memorandum и вместе с ним делал ремиксы на компиляции 1995 года «Ars Moriendi». Фредрик Тордендаль участвовал в записи трека группы Darkane — Psychic Pain с альбома Insanity, в качестве соло-гитариста, а также в треке группы Scarve — «Asphyxiate» с альбома Irradiant.

## Оборудование
Гитары:

Тордендаль использует восьмиструнные кастомшоп гитары Ibanez RG или Iceman, ольховая дека, трехкусковый кленовый гриф, болченный или сквозной, длина мензуры 30" {750mm}, накладка из палисандра (без маркеров), фиксированный бридж (Ibanez FX-Edge), 2 ручки (громкость, тон), один звукосниматель Lundgren M8.
RG model.
Sperzel open gear tuners.
16.5" radius.
single truss rod.
lundgen M8.
30.5 scale.
maple/wenge neckthrough.
deeply dyed rosewood fretboard. «i prefer ebony».
alder wings.
ash top on headstock.
matte black finish.
back of lower horn slightly rounded.
bridges are actually melded & fixed lo-pro 8’s.
500k CTS pots.
switchcraft barrel jacks..
Iceman model.
30.5 scale.
16.5" radius.
dual truss rods.
lungren M8.
deeply dyed rosewood fretboard.
maple/wenge neckthrough.
ash wings.
ash top on headstock.
standard closed Gotoh tuners.
500k CTS pots.
some kind of dyed finish where you can see the wood grain.
ibanez fixed edge III bridge.
switchcraft barrel jacks
Также Тордендаль использует семиструнные гитары Ibanez.
Строй:

Фредерик отстраивает свою гитару на пол тона ниже стандартного строя (F, B♭, E♭, A♭, D♭, G♭, B♭, E♭), изредка используя другие строи
Струны:

Калибр: 0.70 — 0.52 — 0.46 — 0.36 — 0.26 — 0.16 — 0.11 — 0.09. «Metalkult» On May 1, 2008.
- Усилители и эффекты используемые в выступлениях:
  - Line 6 Vetta II Head Units
  - Fractal Audio Systems Axe-FX Ultra (obZen tour)
  - 33 MIDI Breath Controller (built by Johan Haake)
  - Clavia Nord Modular G2 Engine
  - Digitech Digidelay
  - 2 Unknown Pedals (возможно MIDI контроллеры для Vetta Head)
  - T.C. Electronics Pre-Amp
- Другие усилители и эффекты:
  - Marshall Valvestate 8200
  - Mesa/Boogie .50 Caliber+
  - Mesa Engineering Dual-Rectifier
  - Marshall JCM800
  - Marshall 1960A cab
  - Line 6 POD Pro
  - Rocktron Juice Extractor
  - T.C. Electronics Chorus & Flanger
  - Homemade «Les Amp» Head Unit
  - Homemade 1x12" Cabinet
  - Yamaha Breath Controller
  - Volume Unit (Yamaha BC controls amount of volume that the unit will allow through)
  - ADA Rackmount Delay